# OSTER project
OSTER project（オスタープロジェクト）は、日本の音楽ユニット。OSTER（オスター、1986年11月24日 - ）によるソロプロジェクトである。

## 概要
OSTERは、インターネット上で発表した初音ミクを用いた音楽作品で人気となった。初音ミク導入以前はボーカル曲ではなくインスト曲を手がけていた。2007年9月13日、動画投稿サイト「ニコニコ動画」において、初音ミクを用いたオリジナルのキャラクターソング「恋スルVOC@LOID」を発表、一躍脚光を浴びる。初音ミク発売の2週間後に発表されたこの曲は初音ミクからユーザーへのラブソングという内容で、初音ミクのイメージに大きな影響を与えると共に初音ミクを用いたオリジナル曲文化の火付け役となったとも言われ、OSTERは初音ミクのブームの立役者の1人とされている。「恋スルVOC@LOID」は2008年末までにニコニコ動画で100万回を越える再生数を記録している。その後もニコニコ動画などで初音ミクをはじめとするVOCALOIDを用いた楽曲を数多く発表。2008年1月11日から4月4日にかけてgihyo.jpの連載「VOCALOID（初音ミク、鏡音リン・レン）の上手な歌わせ方教えます!」も手がけている。
2008年12月にはそれまでに発表された楽曲をまとめたコンプリートベストアルバム「みくのかんづめ」を発売、2009年7月発売のPlayStation Portable用リズムアクションゲーム『初音ミク -Project DIVA-』やコナミデジタルエンタテインメントの『beatmania』シリーズなど、音楽ゲームへの楽曲提供も数多く行っている。2012年には、3人組の声優ユニット「Sweety」のシングルや、サンリオのキャラクター「シナモロール」キャラクターソングアルバムのプロデュースも手がける。
2014年からはaikoの楽曲の編曲も手がけており、島田昌典らとともに、メインのアレンジャーとして起用されている。

## 作風
バラードからジャズまで幅広い楽曲を手がける。VOCALOIDを用いた楽曲では各キャラクターの個性を尊重して制作に挑んでいるという。また音楽作品だけでなく歌唱を作成するためのソフトであるVOCALOIDには本来不向きな言葉の読み上げをさせた作品も手がけており、アルバム「みくのかんづめ」にもVOCALOIDを用いた「フリートーク」が収録されている。

## 商業作品

### CD

#### シングル
- 『つきうさぎ』（MOER、2009年11月11日発売）
  - ネット上で人気の歌い手「ほんこーん」の歌うシングル。ジャケットイラストは「ゆき」が担当。アーティスト名は「OSTER project feat.ほんこーん」。オリコン週間シングルランキング93位。

  1. つきうさぎ
  2. ゆきうさぎ
  3. つきうさぎ -piano ver.-
  4. つきうさぎ（カラオケ）
  5. ゆきうさぎ（カラオケ）

#### アルバム
- 『みくのかんづめ』（MOER、2008年12月3日発売）
  - VOCALOIDを用いた楽曲を収録したコンプリートベストアルバム。初音ミクなどVOCALOIDの描かれたジャケットイラストはニコニコ動画でOSTER projectとコラボレートした作品を数多く手がける[1]イラストレーターの「Yおじ」が担当した。2008年12月15日付オリコン週間アルバムランキング21位。

  1. Intro
  2. 恋スルVOC@LOID
  3. フリートーク♯1
  4. フキゲンワルツ
  5. おやすみのうた
  6. フリートーク♯2
  7. Dreaming Leaf -ユメミルコトノハ-
  8. 片思イVOC@LOID
  9. つきうさぎ
  10. フリートーク♯3
  11. RING×RING×RING
  12. ちょこまじ☆ろんぐ
  13. デジネコポップヌコミックス
  14. フリートーク♯4
  15. 8月の花嫁
  16. ミラクルペイント
  17. フリートーク♯5
  18. 恋スル大合唱
- 『ねこのかんづめプレミアム』（Groove note、2009年3月4日発売）
  - インストアルバム。2007年発売の自主制作アルバム「ねこのかんづめ」の復刻版。ジャケットイラストは「Yおじ」が担当。オリコン週間アルバムランキング176位。

  1. A black cat plays intense jazzy phrases -X8 ver.-
  2. A white cat sings lovely jazz waltz -X8 ver.-
  3. A lunar CAT 52 the GAL∀XY ocean -X8 ver.-
  4. A rainbow cat flies to the infinite mirage
  5. 捨猫ト秋ノ空
  6. デジネコポップ
  7. A rocket cat dives into sonic sounds
  8. Every cat dances to the premium music
- 『Cinnamon Philosophy』（5pb.Records、2010年10月27日発売）
  - VOCALOIDを用いた楽曲を収録したアルバム。ジャケットイラストは「Yおじ」が担当。オリコン週間アルバムランキング32位。

  1. Introduction
  2. プリンセス・カウガール・ショー
  3. one more kiss
  4. モーニングコール
  5. Around the World
  6. ゆきうさぎ
  7. 雨のちSweet*Drops
  8. ユメクイ
  9. trick and treat
  10. PIANO*GIRL
  11. Ladies First
  12. HAPPY FLOWER SHOOOOOP!!
  13. ピアノ×フォルテ×スキャンダル
  14. 恋色病棟
  15. マージナル
  16. Alice in Musicland
- 『GOSSIP CATS』（BALLOOM、2011年10月21日発売）
  - ビッグバンド作品を収録したアルバム。「OSTER”BIG BAND”project」名義で発売。オリコン週間アルバムランキング127位。

  1. RAINBOW PANDA （インストゥルメンタル）
  2. あなたの彼女になったなら（ウサコ）
  3. シングルベッド（野宮あゆみ）
  4. ピアノ×フォルテ×スキャンダル（ウサコ）
  5. ゴシップ（ウサコ）
  6. 月夜と黒猫（野宮あゆみ）
  7. ミラクルペイント（野宮あゆみ）
  8. あなたの彼女になったなら（feat.鏡音リン）
  9. シングルベッド（feat.GUMI）
  10. ゴシップ（feat.初音ミク）
  11. 月夜と黒猫（feat.巡音ルカ）
- 『OSTERさんのベスト』（dmARTS、2012年1月18日発売）
  - VOCALOIDを用いた楽曲を収録したコンプリートベストアルバム。ジャケットイラストは「Yおじ」が担当。オリコン週間アルバムランキング24位。
  - 15曲目「ミラクルペイント」の後に1分間の無音部分を挟んだあと、16曲目に隠しトラックが収録されている。
  - CD
    1. 恋スルVOC@LOID feat.初音ミク
    2. フキゲンワルツ feat.初音ミク
    3. one more kiss feat.巡音ルカ
    4. PIANO*GIRL feat.初音ミク
    5. EAT ME feat.GUMI
    6. Around the World feat.巡音ルカ
    7. ピアノ×フォルテ×スキャンダル feat.MEIKO
    8. バスルームガーデン feat.初音ミク
    9. ちょこまじ☆ろんぐ feat.初音ミク、鏡音リン
    10. おひめさまになりたいのッ！ feat.鏡音リン
    11. 恋色病棟 feat.初音ミク
    12. つきうさぎ feat.初音ミク
    13. trick and treat feat.鏡音リン・レン
    14. マージナル feat.初音ミク
    15. ミラクルペイント feat.初音ミク

  - DVD
    - 【VOCALOIDミュージカル】Alice in Musicland
- Recursive Call（Subcul-rise Record、2015年12月16日発売）
  - インストゥルメンタルが主体のフルアルバム。ジャケットイラストは「MAYA」が担当。

1. Recursive Call
2. Oriental Inspiration
3. 1h Lover feat.YURiCa/花たん
4. シチリアの太陽
5. Schwarze Katze Jazz
6. 麦藁帽子
7. Violet Rose
8. ナナイロパンダ
9. piano×forte
10. ラブラドライト feat.常盤ゆう
11. demon fire
12. ミラクルペイント（PSB REMIX）

- キャンディージャーの地平面（Subcul-rise Record、2017年7月26日発売）
  - ポップ・ミュージックが主体のフルアルバム。ジャケットイラストは「U井T吾」が担当。

1. トキシックジャム
2. ひみつのジェミニ
3. Guilty Rose
4. dear my doll（feat.いすぼくろ）
5. Bitter Myself（feat.かなたん）
6. くじらライダー
7. CandyPop★Showcase
8. 真夜中のサヴェージ（feat.りぼんぬ）
9. トキメキ*リベリエ
10. White Snow Falling
11. ひとりきりのパレード（feat.常盤ゆう）
12. 女神の握手（feat.YURiCa/花たん）

- OSTERさんのCD VOL.1（2018年12月30日）

1. ログインボーナス
2. KAGAMINE Style
3. 百足デイドリーム
4. SUPER NOVA
5. デカフェガール feat.GUMI
6. 不適切淑女
7. フレンドシップ
8. ROSET
9. いるかジェット
10. ミラクルショウタイム

- OSTERさんのCD VOL.2（2019年12月31日）

1. kissing fish
2. 君色ウェザーリポート
3. 恋色監獄
4. 軋んだ夢と糸繰人形
5. TWILIGHT BLOOD
6. 助手席ロードムービー
7. トンガリズム
8. タピオカ元年
9. この関係に名前をつけて

- OSTERさんのCD VOL.3（2021年10月31日）

1. ネコに風船
2. AIシテ!きりたん
3. ナポナポリターンマッチ
4. おこめディスコ
5. スパチャのうた feat.ロゼット
6. 魔魔魔☆マジカル feat.Sister MAYO
7. つぎはぎマリアージュ feat.ロゼット
8. コンフェッション
9. rainbow（OSTERさんの逆襲 Remix）
10. アズールブルー feat.ゆらぎ
11. たんぽぽとカンパニーレ feat.そらこ
12. モータードライヴィン・ガールズ feat.ななひら
13. 私からのお知らせです。
14. Someday My Pudding Will Come
15. アルコールソング
16. Scandal✕Makers
17. JACK
18. 逢う日まで

- ずんつむパラダイス（2024年2月24日/2024年5月7日）

1. ずんつむてぇてぇ！feat.ずんだもん&春日部つむぎ
2. ルームシェア feat.ずんだもん&春日部つむぎ
3. 君は完璧 feat.ずんだもん
4. いい子 feat.春日部つむぎ
5. キミが望むなら feat.ずんだもん&春日部つむぎ
6. えだまめカレークッキング feat.ずんだもん&春日部つむぎ
7. くじらライダー (Cover) feat.ずんだもん&春日部つむぎ

### 配信
- 『おねがいshining☆star - Single』（2009年4月9日発売）
  - NHK衛星第2テレビジョンで放送の「ザ☆ネットスター!」第2期シリーズのオープニングテーマ「おねがいshining☆star」の初音ミクを用いたオリジナルバージョンとOLミュージシャン・プリコが歌うバージョンを収録[9]。iTunes Storeより配信。

  1. おねがいshining☆star（オリジナル・ヴァージョン）
  2. おねがいshining☆star（フィーチュアリング・プリコ）
- 『tete-a-tete』（2011年10月24日発売）
  - クリプトン・フューチャー・メディア直営のレーベルKarenTによりiTunes Storeなどで配信。

  1. tete-a-tete（feat. 鏡音リン）
- 『魔法みたいなミュージック!』（2018年12月1日）
- 『To the Kingdom feat. Hachioji P』（2020年10月15日）
- 『ハッピーアワー』（2022年8月12日）
  1. ハッピーアワー feat.MEIKO, KAITO & 巡音ルカ
  2. ハッピーアワー feat.拝郷メイコ, 風雅なおと & 浅川悠
- 『烏合』（2023年7月15日）
- 『シンセサイズ×ドリーム feat. Ryo, Yuma, NAKUMO』（2023年10月4日）
- 『ハイレゾエイプリルスター』（2024年2月14日）
- 『いるかジェット(いるかアイス Remix)』（2024年3月11日）

### プロデュース
- 「UNLUCKY GIRL!!」（ユニバーサルミュージック、2012年5月30日発売）
  - Sweetyのファーストシングル。全曲の作詞作曲を担当。
- 「back into my world」（ユニバーサルミュージック、2012年8月8日発売）
  - Sweetyのセカンドシングル。全曲の作詞作曲を担当。表題曲の「back into my world」は、テレビアニメ『戦国コレクション』の後期オープニングテーマに起用された。
- 『Cinnamon Trip!!』（dmARTS。2012年12月5日発売）
  - サンリオのキャラクター「シナモロール」のキャラクターソングアルバム。全曲の作詞作曲を担当。

### 楽曲提供・参加作品

#### CD
- 『CDで聞いてみて。 〜ニコニコ動画せれくちょん〜』（ドワンゴ・エージー・エンタテインメント、2008年7月9日発売）
  - ニコニコ動画で人気の楽曲を収録したコンピレーション・アルバム。「恋スルVOC@LOID」を提供。
- 『EXIT TUNES PRESENTS Vocarhythm feat.初音ミク』（EXIT TUNES、2009年3月4日発売）
  - 初音ミクを用いた楽曲を収録したコンピレーション・アルバム。「恋スルVOC@LOID」、「ミラクルペイント」を提供。
- 『EXIT TUNES PRESENTS STARDOM』（EXIT TUNES、2009年5月20日発売）
  - 動画共有サイトで人気の楽曲を収録したコンピレーション・アルバム。「trick and treat」を提供。
- 『初音ミク －Project DIVA－ Original Song Collection』（ランティス、2009年7月22日発売）
  - 初音ミク -Project DIVA-へ提供した楽曲「雨のちSweet＊Drops」、「マージナル」を収録したサウンドトラックアルバム。
- 『初音ミク ベスト〜memories〜』（ソニー・ミュージックダイレクト、2009年8月26日発売）
  - 初音ミク発売2周年を記念したベストアルバム。「ミラクルペイント」を提供。
- 『初音ミク ベスト〜impacts〜』（ドワンゴ・エージー・エンタテインメント、2009年8月26日発売）
  - 初音ミク発売2周年を記念したベストアルバム。「恋スルVOC@LOID」を提供。
- 『EXIT TUNES PRESENTS 神曲を歌ってみた』（EXIT TUNES、2009年10月7日発売）
  - ネット上で人気の歌い手たちによる楽曲を収録したコンピレーション・アルバム。「one more kiss」を提供。歌い手は、もんちー。
- 『なないろ』（SMD、2010年5月19日発売） 
  - 茶太のオリジナルアルバム。作曲を担当しオンラインゲーム「メイプルストーリー」のテーマソングにも使われた「なないろの世界」を収録。
- 『初音ミク -Project DIVA- 2nd NONSTOP MIX COLLECTION』（ソニー・ミュージックダイレクト、2010年7月28日発売）
  - PlayStation Portable用ゲームソフト『初音ミク -Project DIVA- 2nd』の公式コンピレーションアルバム。「恋色病棟」および、ちーむMOERとして編曲を担当した「カラフル × メロディ」のリミックスを収録。
- 『MOER feat.初音ミク -2nd anniversary-』（MOER、2010年8月11日発売） 
  - レーベルMOERの発足2周年を記念して発売されたベストアルバム。「ミラクルペイント」、「PIANO*GIRL」、「HAPPY FLOWER SHOOOOOP!!」を提供。
- 『VOCALOID LOVESONGS Girls Side』（MOER、2010年9月22日発売） 
  - VOCALOIDを用いた楽曲を収録したコンピレーション・アルバム。「恋色病棟」を提供。
- 『V.I.P(Marasy plays Vocaloid Instrumental on Piano)』（ドワンゴ・ミュージックエンタテインメント、2010年12月8日発売）
  - marasyのピアノソロアルバム。「Piano Girl」を提供。
- 「さいくろん」（ドワンゴ・ミュージックエンタテインメント、2011年2月23日発売） 
  - 転少女のシングル。「メロンソーダライフ」の作詞作曲を担当。
- 『カラフル×メロディ』（MOER、2011年3月9日発売）
  - 『初音ミク -Project DIVA- 2nd』に提供した曲のシングルで、ちーむMOERのメンバーとして編曲とVOCALOIDによる歌唱の音源の制作を担当。
- 『サオリリス 歌ってみた 初音ミク』（ソニー・ミュージックダイレクト、2011年4月27日発売） 
  - サオリリスのアルバム。「恋色病棟」を提供。
- 『VOCALOID BEST from ニコニコ動画 (あお)』（ドワンゴ・ミュージックエンタテインメント、2011年6月22日発売）
  - ニコニコ動画でVOCALOIDを用いて発表された曲を集めたベストアルバム。「PIANO*GIRL」を提供。
- 『Dearest Ⅱ』（ドワンゴ・ミュージックエンタテインメント、2011年7月20日発売）
  - clearのアルバム。収録曲「秘事」の作詞作曲を担当。
- 『ボーカロイド ラボラトリー』（ユニバーサルミュージック、2011年7月27日発売）
  - VOCALOID楽曲のカバーを収録したコンピレーション・アルバム。「ピアノ×フォルテ×スキャンダル」を提供。歌い手はゼブラ。
- 『V.I.P Append(Marasy plays Vocaloid Instrumental on Piano)』（ドワンゴ・ミュージックエンタテインメント、2011年7月27日発売）
  - marasyのピアノソロアルバム。「ミラクルペイント」を提供。
- 『Lobelia Whip』（dmARTS、2011年9月14日発売） 
  - ヤマイのアルバム。「ピアノ×フォルテ×スキャンダル」を提供。
- 『初音ミク-Project DIVA- extend Complete Collection』（ソニー・ミュージックダイレクト、2011年11月9日発売）
  - ゲームソフト『初音ミク -Project DIVA- extend』の公式コンピレーションアルバム。ゲームに提供した、ちーむMOERとして編曲を担当した「カラフル × メロディ」、「カラフル×セクシィ」を収録。
- 『voices in a bottle〜海を越え届いた歌声〜』（dmARTS、2011年11月23日発売） 
  - ニコニコ動画で活躍する韓国在住の歌い手のボーカル曲を集めたアルバム。「Lollipop Factory」の作詞作曲を担当。
- 『初音ミク DANCE REMIX Vol.1』（ビクターエンタテインメント、2011年12月7日発売）
  - VOCALOID関連楽曲のダンスリミックスアルバム。「恋スルVOC@LOID」を提供。
- 『V love 25〜Brave Heart〜』（BinaryMixx Records、2012年3月14日発売）
  - VOCALOIDを用いた楽曲を収録したコンピレーション・アルバム。「Lollipop Factory」を提供。
- 『SEB presents SUPER HATSUNE BEAT vol.1 Powered by 初音ミク Project DIVA Arcade』（avex trax、2012年3月14日発売）
  - 初音ミク関連楽曲のユーロビートアレンジを収録したアルバム。「恋スルVOC@LOID」を提供。
- 『V love 25〜cantabile〜』（BinaryMixx Records、2012年6月13日発売）
  - VOCALOIDの曲を集めたコンセプトアルバム。minato、doriko、OSTER projectによるクリエイターユニット「MIDSTER」による「ヒスイドリ」を提供。
- 『初音ミク 5thバースデー ベスト〜impacts〜』（ドワンゴ・ミュージックエンタテインメント、2012年8月1日発売） 
  - 初音ミク発売5周年を記念したベストアルバム。「恋スルVOC@LOID」を提供。
- 『V love 25〜Exclamation〜』（BinaryMixx Records、2013年1月9日発売）
  - VOCALOIDの曲を集めたコンセプトアルバム。「on the rocks」を提供。
- 『Primrose Flower Voice』（dmARTS、2013年1月30日発売） 
  - ユリカ/花たんのアルバム。「flower of sorrow」、「狐ノ嫁入リ」を提供。
- 『初音ミク -Project DIVA- F Complete Collection』（ソニー・ミュージックダイレクト、2013年3月6日発売） 
  - ゲームソフト『初音ミク -Project DIVA- F』の公式コンピレーションアルバム。ゲームに提供した「サマーアイドル」を収録。
- 「あたしの向こう」（ポニーキャニオン、2014年11月12日発売）
  - aikoのシングル。表題曲の編曲を担当。
- 「夢見る隙間」（ポニーキャニオン、2015年4月29日発売）
  - aikoのシングル。表題曲及びカップリング曲「さよなランド」の編曲を担当。
- 「プラマイ」（ポニーキャニオン、2015年11月18日発売）
  - aikoのシングル。表題曲及びカップリング曲「合図」の編曲を担当。
- 「もっと」（ポニーキャニオン、2016年3月9日発売）
  - aikoのシングル。表題曲及びカップリング曲「半袖」の編曲を担当。
- 「Thanks!」（2016年4月2日発売）
  - むすめん。のアルバム。「君と見た景色の先に」を提供。
- 「May Dream」（ポニーキャニオン、2016年5月18日発売）
  - aikoのアルバム。「あたしの向こう」をはじめ、全13曲中8曲の編曲を担当。
- 「恋をしたのは」（ポニーキャニオン、2016年9月21日発売）
  - aikoのシングル。カップリング曲「微熱」の編曲を担当。
- 「予告」（ポニーキャニオン、2017年11月29日発売）
  - aikoのシングル。表題曲及びカップリング曲「間違い探し」の編曲を担当。
- 「ストロー」（ポニーキャニオン、2018年5月2日発売）
  - aikoのシングル。表題曲及びカップリング曲「雨フラシ」「夜の風邪」の編曲を担当。
- 「湿った夏の始まり」（ポニーキャニオン、2018年6月6日発売）
  - aikoのアルバム。「ストロー」をはじめ、全13曲中7曲の編曲を担当。
- 「愛した日」（2019年3月8日配信）
  - aikoの配信シングル。編曲を担当。
- 「THE IDOLM@STER MILLION THE@TER WAVE 03 Xs」（ランティス、2019年9月25日発売）
  - スマートフォンゲーム『アイドルマスター ミリオンライブ! シアターデイズ』キャラクターソングシングル。「ラビットファー」「Dreamy Dream」の作詞・作曲・編曲を担当。
- 「ハニーメモリー」（ポニーキャニオン、2020年10月21日発売）
  - aikoのシングル。表題曲の編曲を担当。
- 「どうしたって伝えられないから」（ポニーキャニオン、2021年3月3日発売）
  - aikoのアルバム。「シャワーとコンセント」「ハニーメモリー」の編曲を担当。
- 「ぐだふわエブリデー」（日本コロムビア、2021年4月7日発売）
  - 悠木碧のシングル。「ぐだふわエブリデー」の作詞を担当。

#### DVD
- 『初音ミクDVD〜impacts〜』（ドワンゴ・ミュージックエンタテインメント、2010年2月10日発売）
  - 初音ミク関連作品のPV集。「恋色病棟」を提供。PVに使用されたイラストは「Yおじ」が担当。

#### その他
- 絵本「こねこのパヤパヤ」（ローヤル企画、2008年9月17日発売）
  - 絵本の付属CDに収録されているピアノバージョンの演奏を担当。
- ワンカップPファンブック「子猫のパヤパヤ」（同上）
  - ファンブックの付属CDに収録されているピアノアレンジを担当。
- ザ☆ネットスター!（NHK衛星第2テレビジョン）
  - 第2期シリーズのオープニングテーマに「おねがいshining☆star」、エンディングテーマに「おやすみのうた」を提供。
- 『初音ミク -Project DIVA-』（セガ、2009年7月2日発売）
  - 初音ミクを主役にした、PlayStation Portable用リズムアクションゲーム。ゲーム内でプレイできる楽曲として「マージナル」「ミラクルペイント」「恋スルVOC@LOID」「Dreaming Leaf -ユメミルコトノハ-」「雨のちSweet*Drops」「フキゲンワルツ」を提供。
- あつぞうくん『トリコロール・エア・ライン』
  - あつぞうくんの楽曲「トリコロール・エア・ライン」をTropicalResortMixとしてリミックス。
- メイプルストーリー（ネクソン）
  - ネクソンのオンラインゲーム「メイプルストーリー」の月替わりのテーマソングとして2010年2月24日から月31日の期間作曲を担当した茶太の歌う「なないろの世界」を使用[10]。
- 『初音ミク -Project DIVA- 2nd』（セガ、2010年7月29日発売）
  - 『初音ミク -Project DIVA-』の第2弾でゲーム内でプレイできる楽曲として「マージナル」、「ミラクルペイント」、「恋色病棟」および、ちーむMOERとして編曲を担当した「カラフル × メロディ」を提供。
- 『初音ミク -Project DIVA- extend』（セガ、2011年11月10日発売）
  - ゲーム内に使用される楽曲としてちーむMOERとして編曲を担当した「カラフル × メロディ」、「カラフル×セクシィ」を提供。
- 『初音ミク and Future Stars Project mirai』（セガ、2012年3月9日発売）
  - ニンテンドー3DS用3Dリズムアクションゲーム。ゲーム内でプレイできる楽曲として「PIANO*GIRL」「on the rocks」を提供。
- 『初音ミク -Project DIVA- f』（セガ、2012年8月30日発売）
  - ゲーム内でプレイできる楽曲として「サマーアイドル」を提供。
- 『初音ミク -Project DIVA- F』（セガ、2013年3月7日発売）
  - ゲーム内でプレイできる楽曲として「サマーアイドル」を提供。
- 有安杏果
  - 「Catch Up」の編曲を担当。
- 『CHUNITHM STAR』（セガ・インタラクティブ、2017年7月24日稼働開始）
  - ゲーム内でプレーできる楽曲として「La Baguette Magique」を提供。「OSTER project feat. ジェム」名義。
- 『アイドルマスター ミリオンライブ! シアターデイズ』（バンダイナムコゲームス）
  - ゲーム内イベント楽曲として提供される「ラビットファー」の作詞・作曲・編曲を担当。
- 『プロジェクトセカイ カラフルステージ! feat. 初音ミク』（SEGA）
  - ゲーム内イベント楽曲として、「ニジイロストーリーズ」を提供。
- 『オンゲキ bright』（SEGA、2021年10月21日稼働開始）
  - ゲーム内でプレーできる楽曲として、「ゲーミングポーラーベア」を提供。
- aiko Live Tour "Love Like Pop Vol.22"
  - 「ドライヤー」「シャッター」「夏服」のライブバージョンアレンジを担当。

##### BEMANIシリーズ
- 『beatmania IIDX 20 tricoro』（コナミデジタルエンタテインメント、2012年9月25日稼働開始）
  - アーケード音楽ゲーム。ゲーム内でプレイできる楽曲として「Devilz Staircase」を提供。
- 『beatmania IIDX 21 SPADA』（コナミデジタルエンタテインメント、2013年11月13日稼働開始）
  - アーケード音楽ゲーム。ゲーム内でプレイできる楽曲として「Devilz Sacrifice -贖罪の羊-」を提供。
- 『REFLEC BEAT groovin'!!』（コナミデジタルエンタテインメント、2014年6月4日稼働開始）
  - アーケード音楽ゲーム。ゲーム内でプレイできる楽曲として「リカーシブ・ファンクション」、「WICKeD CRφSS」を提供。
- 『GITADORA OverDrive』（コナミデジタルエンタテインメント、2014年3月5日稼働開始）
  - アーケード音楽ゲーム。ゲーム内でプレイできる楽曲として「九尾狐夜行」を提供。「天狐」名義。
- 『beatmania IIDX 22 PENDUAL』（コナミデジタルエンタテインメント、2014年9月17日稼働開始）
  - アーケード音楽ゲーム。ゲーム内でプレイできる楽曲として「SpaceLand☆TOYBOX」を提供。
- 『BeatStream』（コナミデジタルエンタテインメント、2014年7月17日稼働開始）
  - アーケード音楽ゲーム。ゲーム内でプレイできる楽曲として「EBONY & IVORY」を提供。同曲はThe 4th KONAMI Arcade Championship BeatStream 最終決勝での発表曲である。
- 『beatmania IIDX 23 copula』（コナミデジタルエンタテインメント、2015年11月11日稼働開始）
  - アーケード音楽ゲーム。ゲーム内でプレーできる楽曲として、「Violet Rose」、「La dolce primavera」を提供。
- 『REFLEC BEAT VOLZZA』（コナミデジタルエンタテインメント、2015年10月28日稼働開始）
  - アーケード音楽ゲーム。ゲーム内でプレーできる楽曲として、「DixieLand a la mode」を提供。
- 『jubeat Qubell』（コナミデジタルエンタテインメント、2016年3月30日稼働開始）
  - アーケード音楽ゲーム。ゲーム内でプレーできる楽曲として、「不可説不可説転」を提供。
- 『jubeat festo』（コナミデジタルエンタテインメント、2018年9月5日稼働開始）
  - アーケード音楽ゲーム。ゲーム内でプレーできる楽曲として、「WELCOME TO MOTOWN PARK」を提供。
- 『beatmania IIDX 24 SINOBUZ』（コナミデジタルエンタテインメント、2016年10月26日稼働開始）
  - アーケード音楽ゲーム。ゲーム内でプレーできる楽曲として、「Selfish Sweet」を提供。「OSTER project feat. かなたん」名義。
- 『REFLEC BEAT 悠久のリフレシア』（コナミアミューズメント、2016年12月1日稼働開始）
  - アーケード音楽ゲーム。ゲーム内でプレーできる楽曲として、「宵月の歌姫」、「ミーティアドライブ」を提供。「宵月の歌姫」は「OSTER project feat. りぼんぬ」名義。
- 『ノスタルジア』（コナミアミューズメント、2017年3月1日稼働開始）
  - アーケード音楽ゲーム。ゲーム内でプレーできる楽曲として、「羊皮紙の上の銀河」を提供。「OSTER project feat. そらこ」名義。
- 『GITADORA Matixx』（コナミアミューズメント、2017年9月6日稼働開始）
  - アーケード音楽ゲーム。ゲーム内でプレーできる楽曲として、「煉獄事変」を提供。
- 『beatmania IIDX 25 CANNON BALLERS』（コナミアミューズメント、2017年12月21日稼働開始）
  - アーケード音楽ゲーム。ゲーム内でプレーできる楽曲として、「エディブルフラワーの独白」、「Raspberry Railgun」を提供。「エディブルフラワーの独白」は「OSTER project feat. 常盤ゆう」名義。
- 『beatmania IIDX 26 Rootage』（コナミアミューズメント、2018年11月7日稼働開始）
  - アーケード音楽ゲーム。ゲーム内でプレーできる楽曲として、「セカンドピアス」、「Drastic Dramatic」を提供。「セカンドピアス」は「OSTER project feat. echo」名義。「Drastic Dramatic」は「King ＆ Princess」名義。dj TAKAとの合作。
- 『SOUND VOLTEX VIVID WAVE』（コナミアミューズメント、2019年2月28日稼働開始）
  - アーケード音楽ゲーム。ゲーム内でプレーできる楽曲として、「bistro twins☆☆☆」を提供。「OSTER project feat. かなたん」名義。
- 『beatmania IIDX 27 HEROIC VERSE』（コナミアミューズメント、2019年10月17日稼働開始）
  - アーケード音楽ゲーム。ゲーム内でプレーできる楽曲として、「Calvados Queen」、「深淵に捧ぐレクイエム」を提供。「Calvados Queen」は「OSTER project feat. かなたん」名義。
- 『pop'n music peace』（コナミアミューズメント、2018年10月17日稼働開始）
  - アーケード音楽ゲーム。ゲーム内でプレーできる楽曲として「CARTOON☆RagHour」を提供。
- 『beatmania IIDX 28 BISTROVER』（コナミアミューズメント、2020年10月28日稼働開始）
  - アーケード音楽ゲーム。ゲーム内でプレーできる楽曲として「犬に雨傘」、「世界の果てに約束の凱歌を -ReUnion-」、「innocent revolver」を提供。「犬に雨傘」は「OSTER project feat. そらこ」名義。「世界の果てに約束の凱歌を -ReUnion-」は「OSTER project feat. かなたん」名義。The 10th KONAMI Arcade Championship予選ラウンドエントリー特典兼課題曲。
- 『beatmania IIDX 29 CastHour』（コナミアミューズメント、2021年10月13日稼働開始）
  - アーケード音楽ゲーム。ゲーム内でプレーできる楽曲として「オールトの雲」を提供。
- 『pop'n music UniLab』（コナミアミューズメント、2022年9月13日稼働開始）
  - アーケード音楽ゲーム。ゲーム内でプレーできる楽曲として「リナリア」を提供。「OSTER project feat. hinatanso」名義。

- 『beatmania IIDX 30 RESIDENT』（コナミアミューズメント、2022年10月19日稼働開始）
  - アーケード音楽ゲーム。ゲーム内でプレーできる楽曲として「罪過の聖堂」、「栄冠のカンパネラ」を提供。